# Warab (ciudad)
Warab (en árabe: واراب‎), también conocida como Warrap es un poblado rural de Sudán del Sur, en el estado de Warab. Se encuentra a unos 480 km al noroeste de Yuba, capital de Sudán del Sur. El pueblo no posee infraestructuras significativas, debido a años de guerras civiles, ni sus calles, ni la carretera que lo comunica con el resto del país están asfaltadas. La mayoría de las casas son chozas cónicas y hay algunas edificaciones de ladrillo y techos de zinc o cemento. Fue reemplazada como capital del estado por la población de Kuajok. 
- Datos: Q3244848